# Mijn oranje hart
Mijn oranje hart is een lied van de Nederlandse zanger Mart Hoogkamer. Het werd in 2022 als single uitgebracht.

## Achtergrond
Mijn oranje hart is geschreven door Manfred Jongenelis en Carlo Rijsdijk en geproduceerd door Tom Peters. Het is een oranjehit uit het genre levenspop. In het lied zingt de artiest over de plek die het Nederlands voetbalelftal in zijn hart heeft. Het lied was gemaakt als aanmoedigingslied voor het Wereldkampioenschap voetbal 2022. Het nummer werd geschreven door de liedschrijvers voor het televisieprogramma I Want Your Song. Hier werden zes verschillende nummers die allemaal over het WK en het Nederlands voetbalelftal gingen, aan de zanger voorgelegd. Hij selecteerde Mijn oranje hart als de winnaar. Het lied werd door de KNVB officieel goedgekeurd als het lied voor het WK. De zanger bracht het lied voor het eerst ten gehore bij radioprogramma De 538 Ochtend met Wietze en Klaas op Radio 538. 

## Hitnoteringen
De zanger had weinig succes met het lied in de Nederlandse hitlijsten. De Single Top 100 werd niet bereikt en er was ook geen notering in de Top 40. Bij laatstgenoemde was er wel de 23e plaats in de Tipparade.